# 가나가와현 제14구
가나가와현 제14구(일본어: 神奈川県第14区)는 일본의 중의원 선거구이다. 1994년 일본 공직선거법 개정으로 신설되었다.

## 지역
- 사가미하라시
  - 미도리구 (옛 쓰쿠이 군 지역을 제외)
  - 주오구
  - 미나미구